# Katja Strauss-Köster
Katja Strauss-Köster (geboren als Katja Strauss; * 19. August 1970 in Herdecke) ist eine deutsche Politikerin (CDU). Sie war von 2009 bis 2025 die hauptamtliche Bürgermeisterin der Stadt Herdecke und ist seit 2025 Mitglied des Deutschen Bundestages.

## Leben
Katja Strauss-Köster machte ihr Abitur 1990 am Friedrich-Harkort-Gymnasium in Herdecke. Von 1990 bis 1994 studierte sie Raumplanung an der Technischen Universität Dortmund. Nach Abschluss ihres Studiums arbeitete sie an der Technischen Universität als wissenschaftliche Angestellte, wo sie 1997 zum Doktoringenieur promovierte. Das Thema ihrer Promotion war „Städtenetze – Erwartungen und Wirklichkeit aus ökologischer Sicht“. 2001 wechselte sie zur Stadt Herdecke, arbeitete dort als Agenda-Beauftragte und war seit 2005 Leiterin des Amtes für „Nachhaltige Stadtentwicklung“.
Katja Strauss-Köster ist verheiratet und hat einen Sohn und eine Tochter. Ihr Sohn Louis Köster ist Fußballspieler bei Holstein Kiel.

## Bürgermeisteramt und Engagement

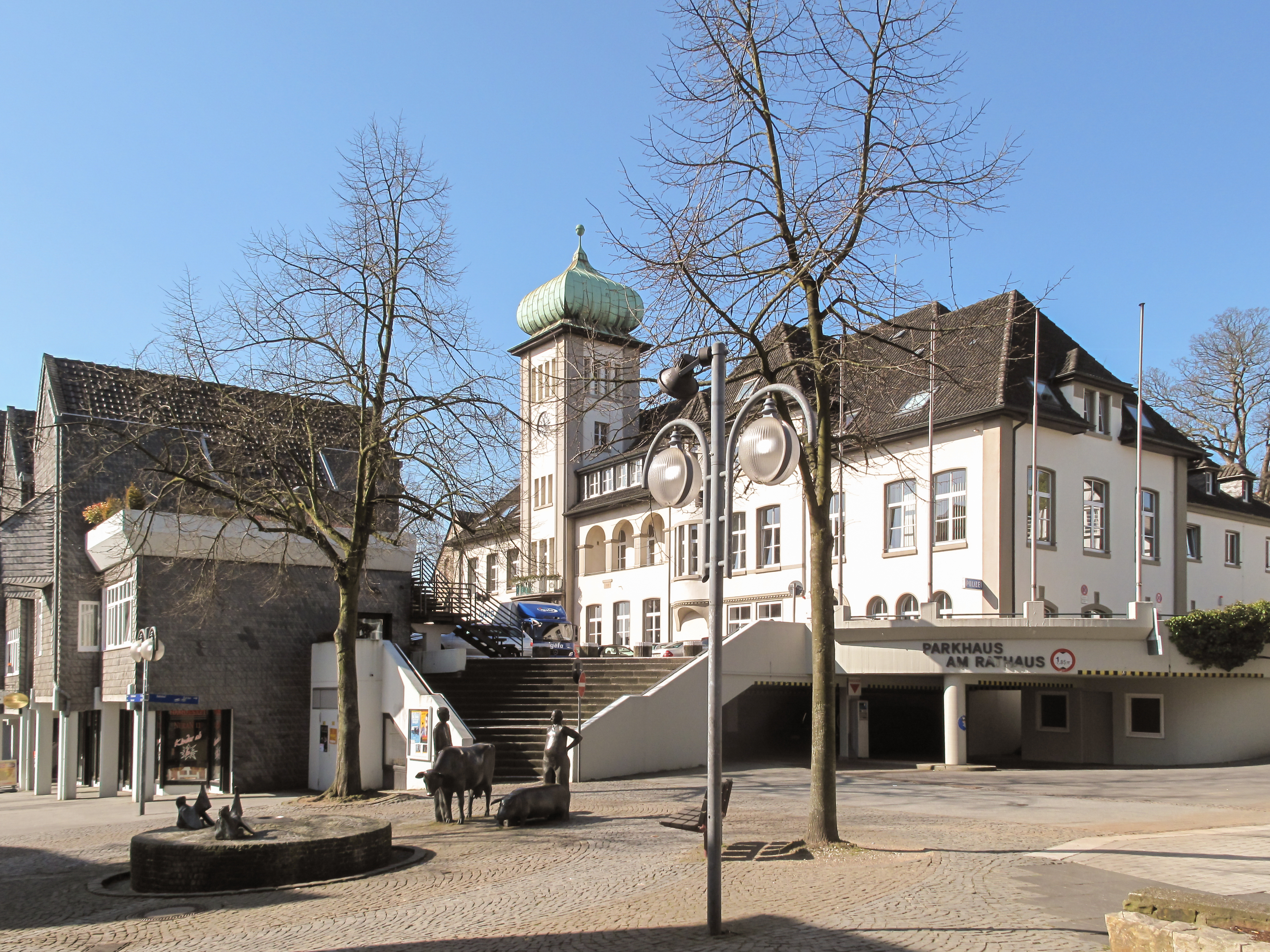
Das Rathaus von Herdecke (2012)

Bei der Bürgermeisterwahl 2009 war sie eine unabhängige parteilose Kandidatin der sogenannten „Jamaika-Koalition“ von CDU, Bündnis 90/Die Grünen und FDP. Bei einer Wahlbeteiligung von 63,4 Prozent konnte sie sich mit 70,9 Prozent der Stimmen gegen die SPD-Kandidatin, die ehemalige Landtagsabgeordnete und Regierungspräsidentin des Regierungsbezirks Arnsberg Renate Drewke durchsetzen und trat die Nachfolge des langjährigen SPD-Bürgermeisters Hans-Werner Koch an. 2015 wurde Katja Strauss-Köster mit 64,36 Prozent und 2020 mit 66,01 % der gültigen Stimmen wiedergewählt, einziger Gegenkandidat war jeweils Jan-Christoph Schaberick (SPD). 2025 endete ihre Tätigkeit als Bürgermeisterin, als sie in den Deutschen Bundestag gewählt wurde.
Im Rahmen ihrer Bürgermeistertätigkeit war sie bei der Stadtsparkasse Herdecke Vorsitzende des Verwaltungsrates, des Kreditausschusses und des Bilanzprüfungsausschusses sowie Mitglied der Verbandsversammlung des Sparkassenverbands Westfalen-Lippe. Dazu war sie Vorsitzende des Aufsichtsrats der Herdecker Gemeinnützigen Wohnungsgesellschaft (HGWG), Mitglied des Aufsichtsrats der Siedlungsgesellschaft Witten, „geborenes“ Vorstandsmitglied des Gemeinnützigen Vereines für Sozialeinrichtungen Herdecke (GVS), Mitglied in Beirat und Hauptversammlung des Energieverbunds ENERVIE, Mitglied des Versorgungsausschusses der Dortmunder Energie- und Wasserversorgung sowie Mitglied der Verbandsversammlung des Ruhrverbandes.

## Bundestagskandidatur
Am 6. Juni 2024 wurde sie vom Kreisvorstand der CDU des Ennepe-Ruhr-Kreises als Kandidatin für den Bundestagswahlkreis 138 Ennepe-Ruhr-Kreis II für die Wahl zum 21. Deutschen Bundestag ausgewählt. Die Wahl fand am 23. Februar 2025 statt. Sie gewann den Wahlkreis und zog in den Bundestag ein.